# Linau (Maje)
Linau is een bestuurslaag in het regentschap Kaur van de provincie Bengkulu, Indonesië. Linau telt 799 inwoners (volkstelling 2010).